# Peter Ruhso

Peter Ruhso

Peter Ruhso (* 23. Mai 1943 in Wien) ist ein österreichischer Maler.

## Leben
Schon als kleiner Junge zeichnete Peter Ruhso, wo und wann es nur möglich war. Durch das Zeichnen konnte er sich gedanklich in eine bessere und schönere Welt versetzen, um so dem harten Alltag der Wiener Nachkriegszeit zu entfliehen. Mit 14 Jahren begann Ruhso eine Lehre als Goldschmied und Schmuckdesigner, die er erfolgreich abschloss.
Ein guter Bekannter Peter Ruhsos, der Architekt und Aquarellist Helmut Kern, empfahl Ruhso in den 1970er Jahren, die Wiener Kunstschule zu besuchen. 1970 bis 1971 war Peter Ruhso als Leiter der „Galerie Fath“ in Wien tätig. Von 1975 bis 1979 studierte Ruhso an der Wiener Kunstschule Malerei mit dem Spezialgebiet „Akt- und Tierzeichnen“. Sein Hauptprofessor und Mentor war Fritz Martinz.
In der Zeit von 1979 bis 2003 machte sich Peter Ruhso in Wien einen Namen als „Der Kaffeehausmaler“, da er mindestens einmal pro Woche stundenlang in einem Kaffeehaus bei Kaffee und Zigarre ausharrte, um Studien zur menschlichen Figur in Form von Zeichnungen/Skizzen und sogar großformatigen Malereien anzufertigen. „Die Kaffeehaus-Besucher waren günstige Modelle“, so Peter Ruhso. Vorwiegend in den Alt-Wiener Kaffeehäusern namens Sperl, Dommayer, Demel und Café Central war Peter Ruhso damals anzutreffen.
Seit 1979 ist Ruhso aktiv als Freischaffender Künstler/Maler tätig. 2021 erweiterte Peter Ruhso sein Kunstportfolio um einen digitalen Kunstzweig. In Koproduktion werden digitale Kunstwerke basierend auf den traditionellen Gemälden Peter Ruhsos erschaffen.

## Lehrtätigkeiten

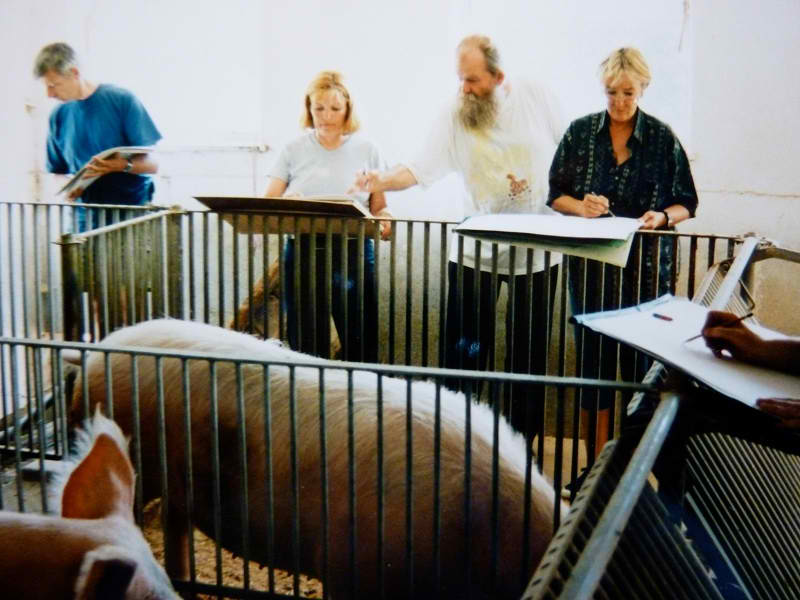
Peter Ruhso beim Unterricht

- Mehr als ein Jahrzehnt war Peter Ruhso als Professor für die Wiener Kunstschule tätig. Er unterrichtete seinen Studierenden Tierzeichnen im Tiergarten Schönbrunn
- Mehr als 10 Jahre Lehrtätigkeit für die Künstlerische Volkshochschule im Fach „Tierzeichnen“
- Mehr als 15-jährige Lehrtätigkeit im Kulturverein Neumarkt an der Raab, Unterricht von Akt- und Tierzeichnen
- Diverse Sommerkurse in Istrien/Kroatien, Unterricht von Akt- und Tierzeichnen
- Sommerakademien in Wolfsberg, Unterricht von Akt- und Tierzeichnen
- Sommerakademien in Finnland, Unterricht von Akt- und Tierzeichnen
- Vielzahl an Sommermalkursen im Stift Admont, Unterricht für Landschafts- und Tiermalerei

## Internationale Ausstellungen
Zahlreiche Ausstellungen in
- Österreich
- Deutschland
- Schweiz
- Schweden
- Finnland
- Frankreich

Seine Werke sind in Österreich, Deutschland, Schweiz, Schweden, Finnland, Frankreich und in den USA vertreten.
Einige seiner Kunstwerke können öffentlich u. a. im Tiergarten Schönbrunn und auf der veterinärmedizinischen Universität Wien betrachtet werden.

## Atelier
- Von 1982 bis 2005 in 1140 Wien
- Seit 2005 neues Atelier im Burgenland, Eisenberg an der Raab

## Auszeichnungen
Verleihung des Ehrenzeichens des Landes Burgenland für die Verdienste der Kunst- und Kulturförderung des Kulturvereins Neumarkt an der Raab.